# Хьюз, Джон (футболист)
Джон Хьюз (англ. John Hughes; род. 9 сентября 1964, Эдинбург) — шотландский футболист, защитник. Тренировал «Фалкирк», «Хиберниан», «Ливингстон», «Хартлпул Юнайтед», «Инвернесс Каледониан Тисл» и «Рэйт Роверс». Будучи игроком выступал за «Бервик Рейджерс», «Суонси Сити», «Фалкирк», «Селтик», «Хиберниан» и «Эр Юнайтед».

## Карьера

### Игрок
Хьюз родился в районе Эдинбурга Лите в простой рабочей семье. Начал заниматься в футболом в академии клуба «Ньютонгранге Стар». Позже он перешёл в «Бервик Рейнджерс», в составе которого и дебютировал в большом футболе. Но уже через год он ушёл в «Суонси Сити», который покинул тоже через год. После, пять лет играл за «Фалкирк», показав себя как хорошего центрального защитника. В это время дважды становился чемпионом Первого дивизиона, а в 1993 выиграл Кубок вызова. Эти успехи привели к его переходу в «Селтик» в 1995 году за 380 тысяч £. Надолго остаться в составе кельтов ему не удалось и спустя год он переехал в столицу Шотландии играть за клуб из его родного района — «Хиберниан». В 1999 году помог команде выиграть турнир Первого дивизиона и вернуться в Премьер-лигу. Через год после этого он стал игроком «Эр Юнайтед». В 2002 году, будучи капитаном команды вышел с ней в финал Кубка Шотландской лиги. В «Фалкирке» два года, с 2003 по 2005, совмещал роль игрока и главного тренера. За это время с командой выиграл Кубок вызова и дважды золотые медали Первого дивизиона.

### Тренер
В 2003 году, будучи ещё игроком «Фалкирка», стал главным тренером команды, до 2005 выступал именно в роли играющего тренера, пока не вывел команду в Премьер-лигу в 2005. В декабре 2006 года был назван тренером месяца в ШПЛ. В течение четырёх лет не позволял команде покинуть Премьер-лигу и в 2009 году вывел её в финал Кубка Шотландии. В «Фалкирке» часто в осуждал действия арбитров, за что в феврале 2008 года отбывал четырёх матчевую дисквалификацию. В итоге в межсезонье 2009 года он был приглашён в «Хиберниан». Но добиться успехов на «Истер Роуд» Хьюзу оказалось не под силу и 4 октября 2010 года после поражения от «Сент-Джонстона» 0:2, он покинул клуб, разорвав контракт по обоюдному согласию сторон. В качестве тренера «хибс» в сентябре 2009 был назван тренером месяца. Спустя два года, в 2012 возглавил «Ливингстон», но через девять месяцев покинул шотландский клуб, что бы занять роль тренера английского «Хартлпула».

## Достижения
Игрок
- Фалкирк
  - Победитель Первого дивизиона: 1991, 1994
  - Кубок вызова: 1993

- Хиберниан
  - Победитель Первого дивизиона: 1999

- Эр Юнайтед
  - Второе место в Первом дивизионе: 2001
  - Финалист Кубка Шотландской лиги: 2002

Играющий тренер
- Фалкирк
  - Победитель Первого дивизиона: 2003, 2005
  - Кубок вызова: 2004

Тренер
- Фалкирк
  - Финалист Кубка Шотландии: 2009